# گذرراه بینی

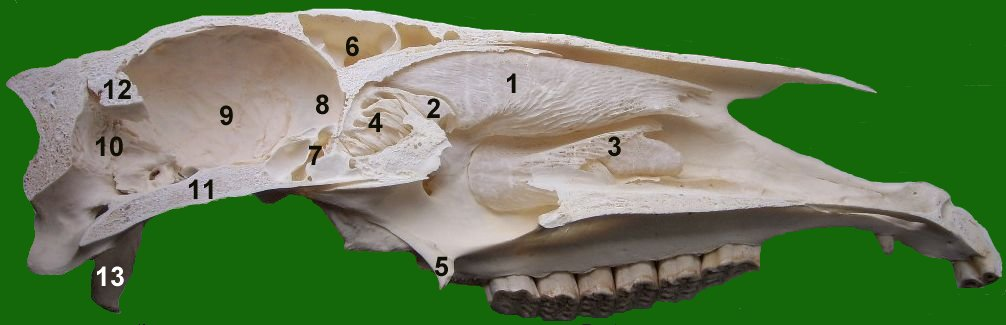
اسب از طریق سوراخ‌های بینی که هنگام ورزش منبسط می‌شوند نفس می‌کشد. مجرای بینی دارای دو گذرراه در دو طرف است که سطحی را که هوا در معرض آن قرار می‌گیرد، افزایش می‌دهد. 1: Concha nasalis dorsalis

در کالبدشناسی، گذرراه بینی یا کونکای بینی (concha در لاتین به معنی "پوسته صدف")، که همچنین به نام توربین بینی یا توربینال شناخته می‌شود، یک گذرگاه باریک و دراز است که به سمت خرطومی منحنی می‌شود. در انسان و جانوران مختلف دیگر. شکل مخروط‌ها مانند صدف دریایی کشیده است که نامش را به آنها داده است (لاتین concha از یونانی κόγχη). کونکا هر یک از استخوان‌های اسفنجی پیچ‌خورده مجرای بینی در مهره‌داران است.